# Ґеба
Ґеба — складове письмо, яке використовується мовою насі. Назва цього письма мовою насі — ¹Ggo¹baw, китайською — Geba, 哥巴. Деякі знаки схожі на знаки письма ї, деякі є переробкою китайських знаків, деякі є спрощеними знаками письма донґба . Ґеба використовується для запису мантр, а також для пояснення піктограм донґба. Збереглося приблизно 200-300 рукописів, написаних письмом ґеба. Кількість знаків у письмі - приблизно 700. Письмо ґеба не передавало тонів (мова насі — тональна). В різних місцевостях існували свої різновиди знаків.

## Зразки письма

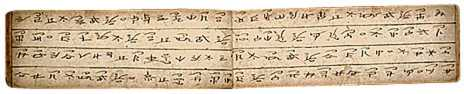
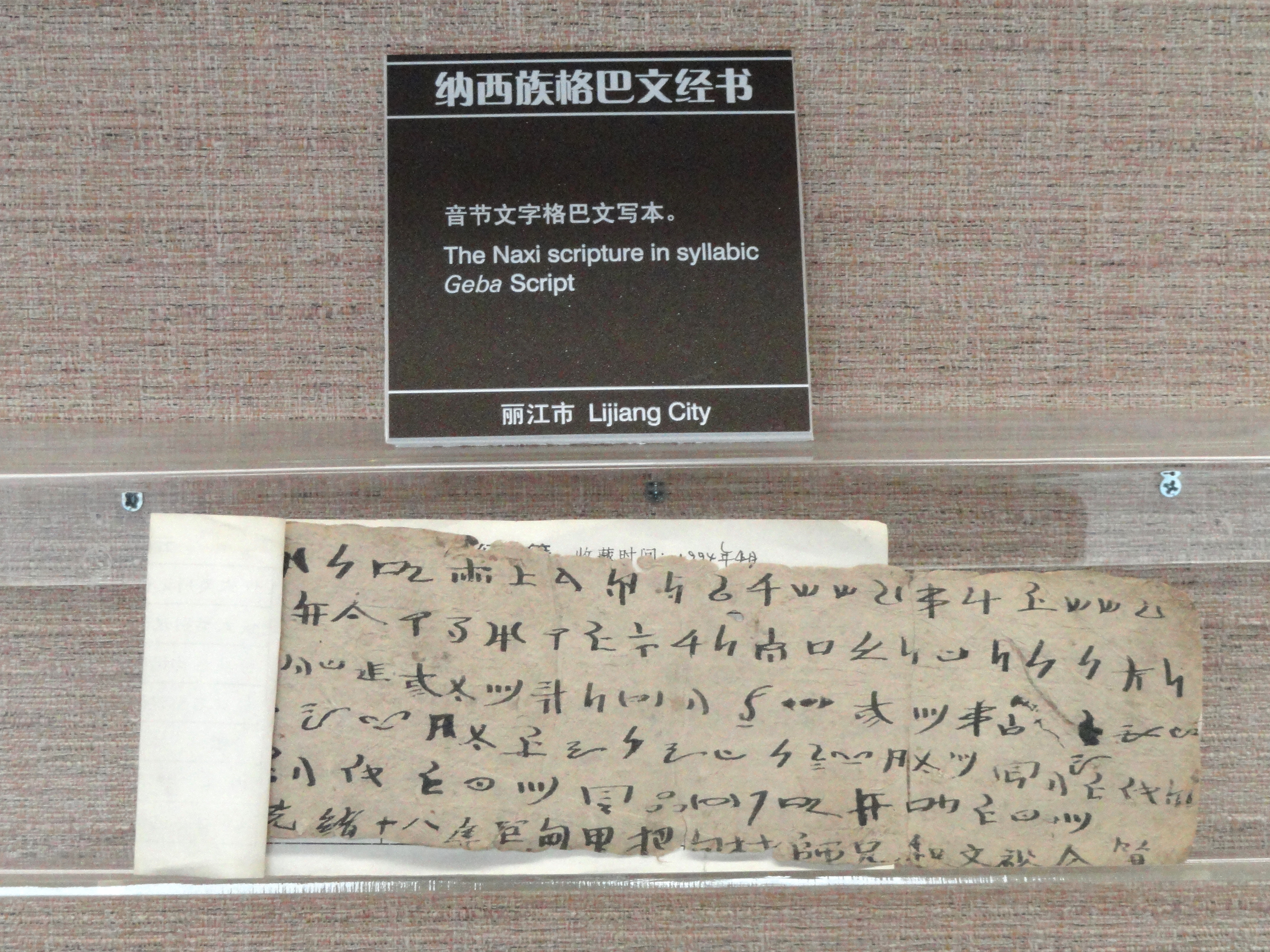
Деякі знаки складового письма ґеба Деякі знаки складового письма ґеба
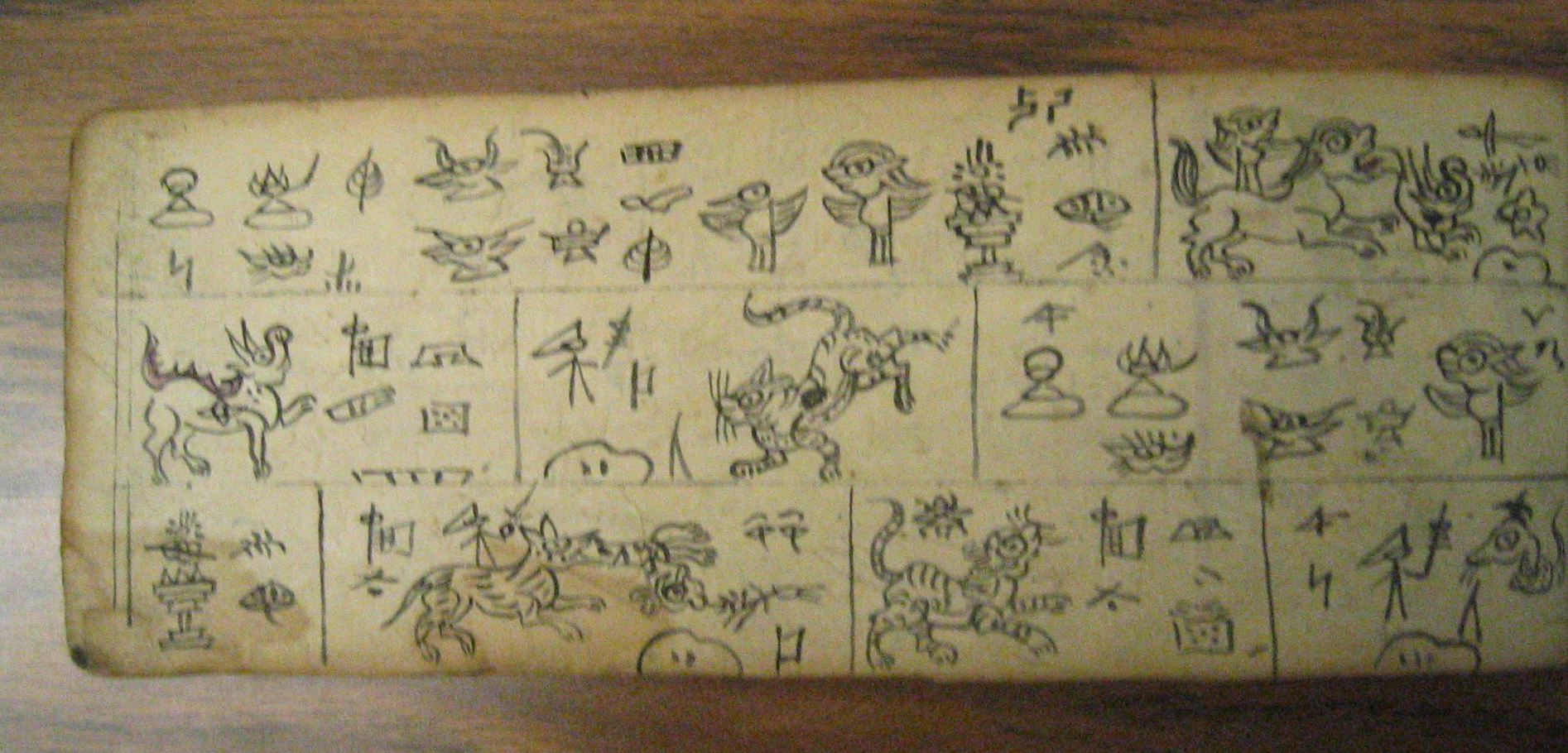
Піктографічне письмо донґба і складове письмо ґеба
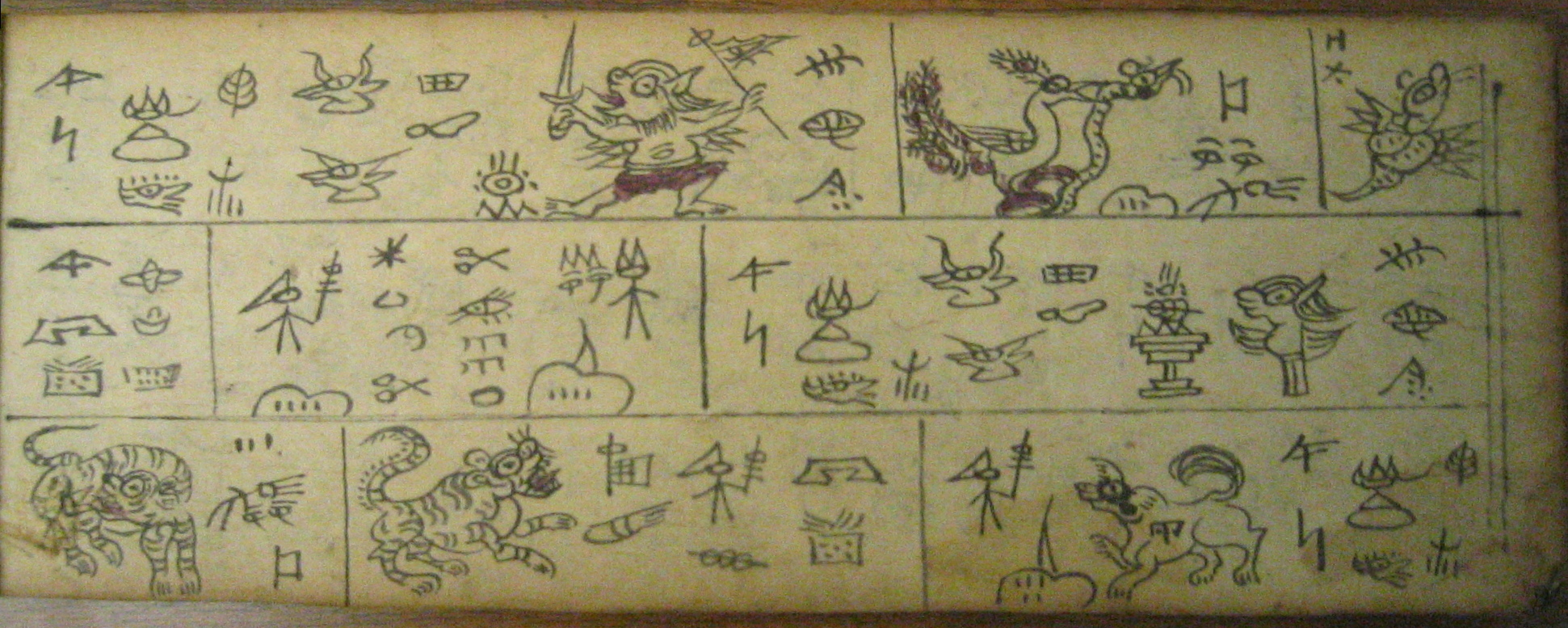
Піктографічне письмо донґба і складове письмо ґеба